# Budimír (okres Košice-okolí)
Budimír (v minulosti Bud(z)imir, Budamér, Budzymir) je obec na Slovensku v okrese Košice-okolí. Žije zde přibližně 1 400 obyvatel, rozloha katastrálního území činí 6,99 km².

## Poloha
Budimír leží v Košické kotlině, 12 km severovýchodně od Košic a 23 km jižně od města Prešov. Východně od centra obce protíná katastr dálnice D1 Prešov – Budimír, Budimír – Bidovce. Obec leží v nadmořské výšce 209 m n. m. Nejvyšším bodem je kopec Viničná – 408 m n. m.

### Vodní toky
- Torysa – východně od centra obce
- Vajkovský potok

### Vodní plochy
Retenční nádrž za obcí (na konci Uľice) směrem do lesa, je vodní nádrž, která slouží jako zásobárna vody pro místní DHZ v případě požáru. Vhodná také na koupání a člunkování. Voda do nádrže přitéká z potoka, který pramení v místním lese.

## Historie
Poprvé se obec objevuje v listině z roku 1289, kde se zmiňuje Velký a Malý Budimír („villa Bodomer Maior et Minor Bodomer“), za vybírání papežských desátků v letech 1332–1335 byl v Budimíru farářem Filip a budimírská fara se počítala do drienovského archidiakonátu.
Jedním z významných členů Ujházyů byl Ladislav Ujházy, který se narodil v Budimíru v roce 1795. Byl výrazným účastníkem Maďarské revoluce v letech 1848–1849, vládním komisařem i velkým stoupencem Lajosa Kossutha. Po neúspěšné revoluci musel Ladislav odejít do exilu, vybral si USA. Tam ho spolu s dalšími považovali za hrdinu a bojovníka za svobodu. Na pozvání tehdejšího prezidenta Zacharyho Taylora byl i v Bílém domě. Po přidělení pozemků vybudoval menší maďarskou kolonii ve státě Iowa, kterou nazval New Buda, respektive Nový Budín.
V roce 1847 si zeman Jozef Ujházy vzal za manželku Sofii Priessnitzovou mladší (1830–1904). Jejím otcem byl rodák z dnešního Jeseníku, Vincenz Priessnitz, zakladatel přírodního léčitelství. Roku 1853 se za Jozefova bratra Alberta vdala Terezie Priessnitzová (1833–1913). Roku 1854 v Budimíru zemřela Sofie Priessnitzová starší, Vincenzova manželka.

## Kultura a zajímavosti
- Starší zámeček, původně pozdně panské sídlo z 15. století. Jde o dvoupodlažní dvojtraktovou stavbu na půdorysu obdélníku. Rokokově – klasicistně byl upravován v druhé polovině 18. století. Hlavním prostorem zámku je obdélníkový sál s valenou klenbou s lunetami na patře.[6] Fasáda zámku je čtyřosová s mírně vystupujícím rizalitem, členěná pilastry vysokého řádu. Rizalit je ukončen trojúhelníkovým štítem s tympanonem. Na ose rizalitu se nacházejí dva vstupy s prolamovanou římsou supraporty. Uprostřed je na podstavci umístěna pozdně barokní socha sv. Floriána. Okna v patře mají bohatě zdobené šambrány, s frontony a volutami.

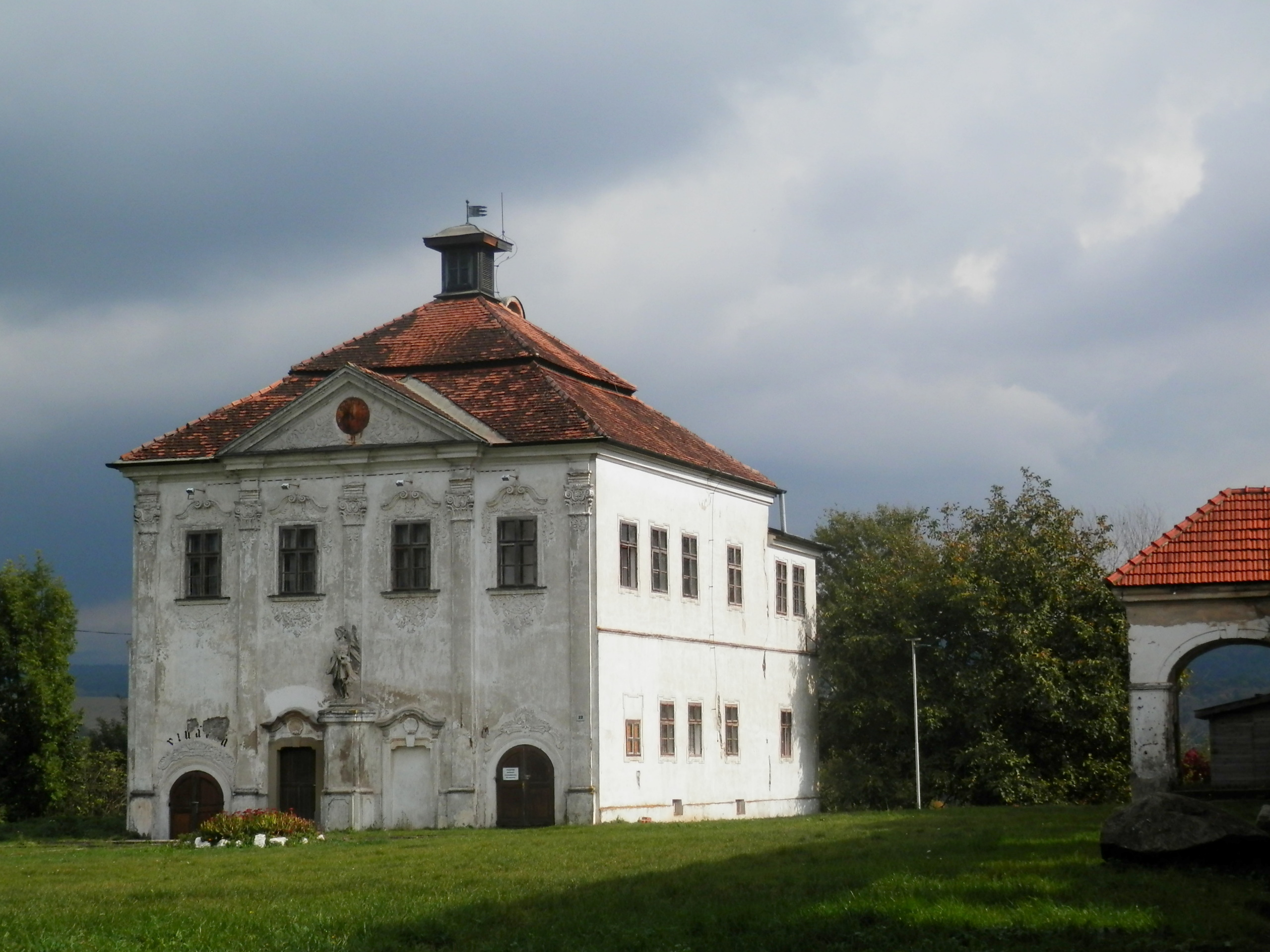
Starý zámek
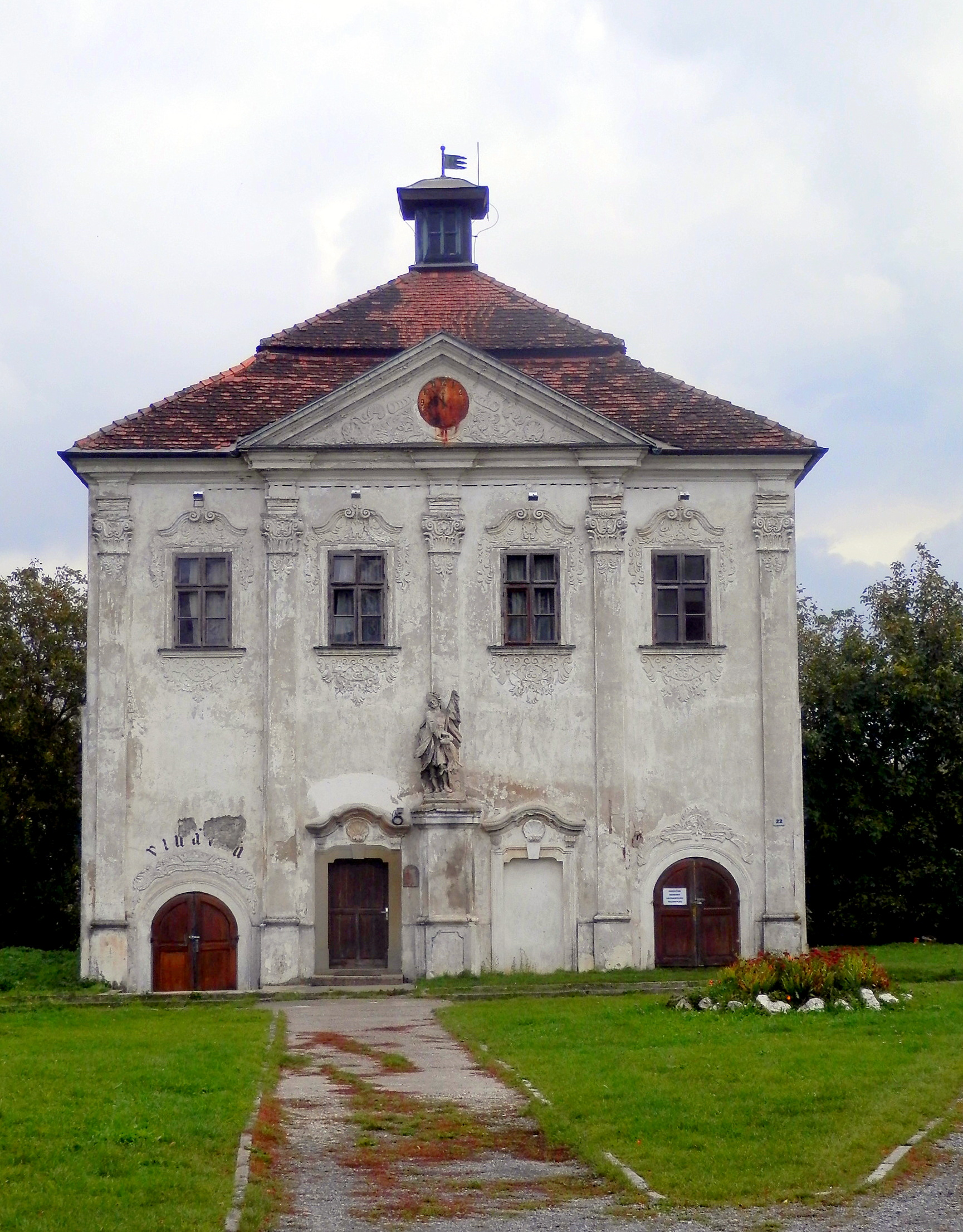
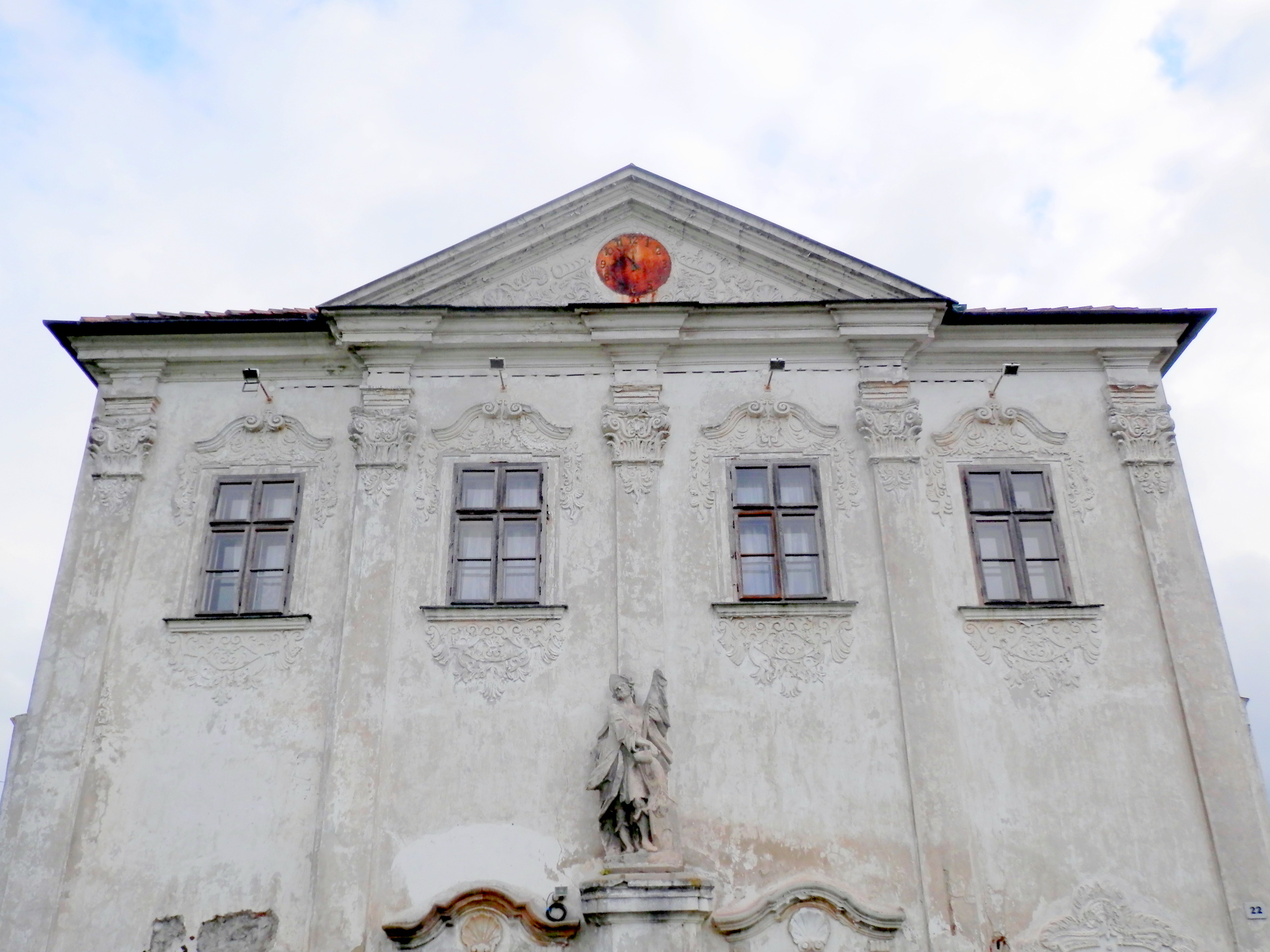
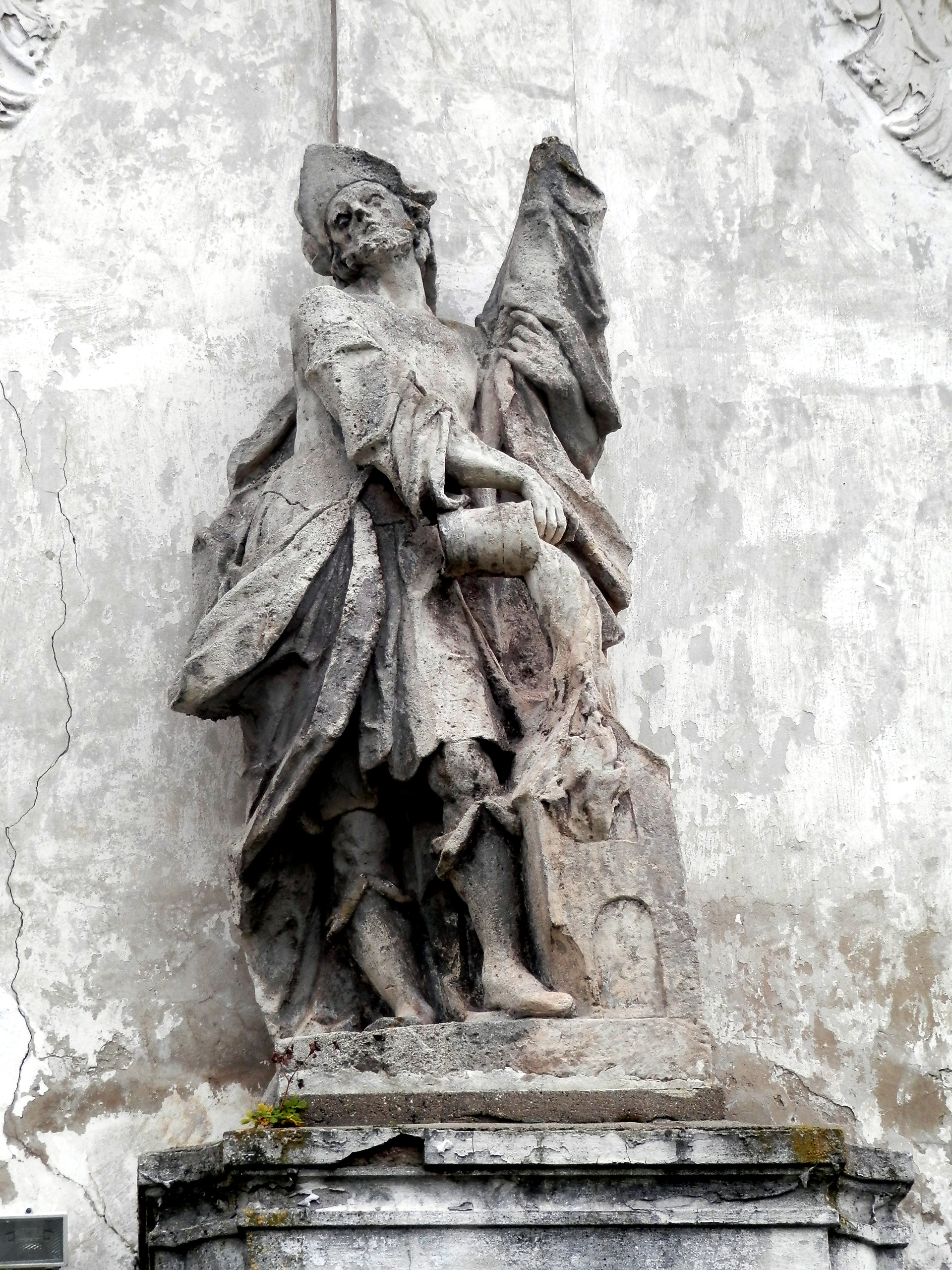
Socha sv. Floriána na fasádě

- Budimírský zámek, dvoupodlažní trojtraktová klasicistní stavba na půdorysu obdélníku z druhé třetiny 18. století. Upravován byl v první polovině 19. století. Zámek byl sídlem rodu Ujházyů. V interiéru se nacházejí místnosti s valenou a klášterní klenbou. V reprezentační sále se dochovaly zbytky empírových nástěnných maleb.[7] Fasáda je devítiosá, se středním tříosým rizalitem ukončeným trojúhelníkovým štítem s tympanonem, ve kterém je umístěn erb rodu. Fasáda je členěna lizény, na bočních křídlech s horizontálním pašováním. Budova je vsazena do francouzského parku a oplocená v klasicistním stylu. Objekt v současnosti patří Slovenskému technickému muzeu, které zde má depozitáře. Ve výstavních prostorách jsou instalovány v kratších či delších časových intervalech malé komorní výstavy. Kromě výstav zaměřených na dějiny techniky se zde střídají výstavy věnované historii a umění.

- Římskokatolický kostel Povýšení sv. Kříže, jednolodní původně raně gotická stavba s polygonálně ukončeným presbytářem a představěnou věží z druhé poloviny 13. století. V roce 1745 byl barokně upraven. Poslední úpravy se uskutečnily v letech 1878–1900. Kostel má hladké fasády členěné opěrnými pilíři, věž je ukončena jehlanovitou helmicí.

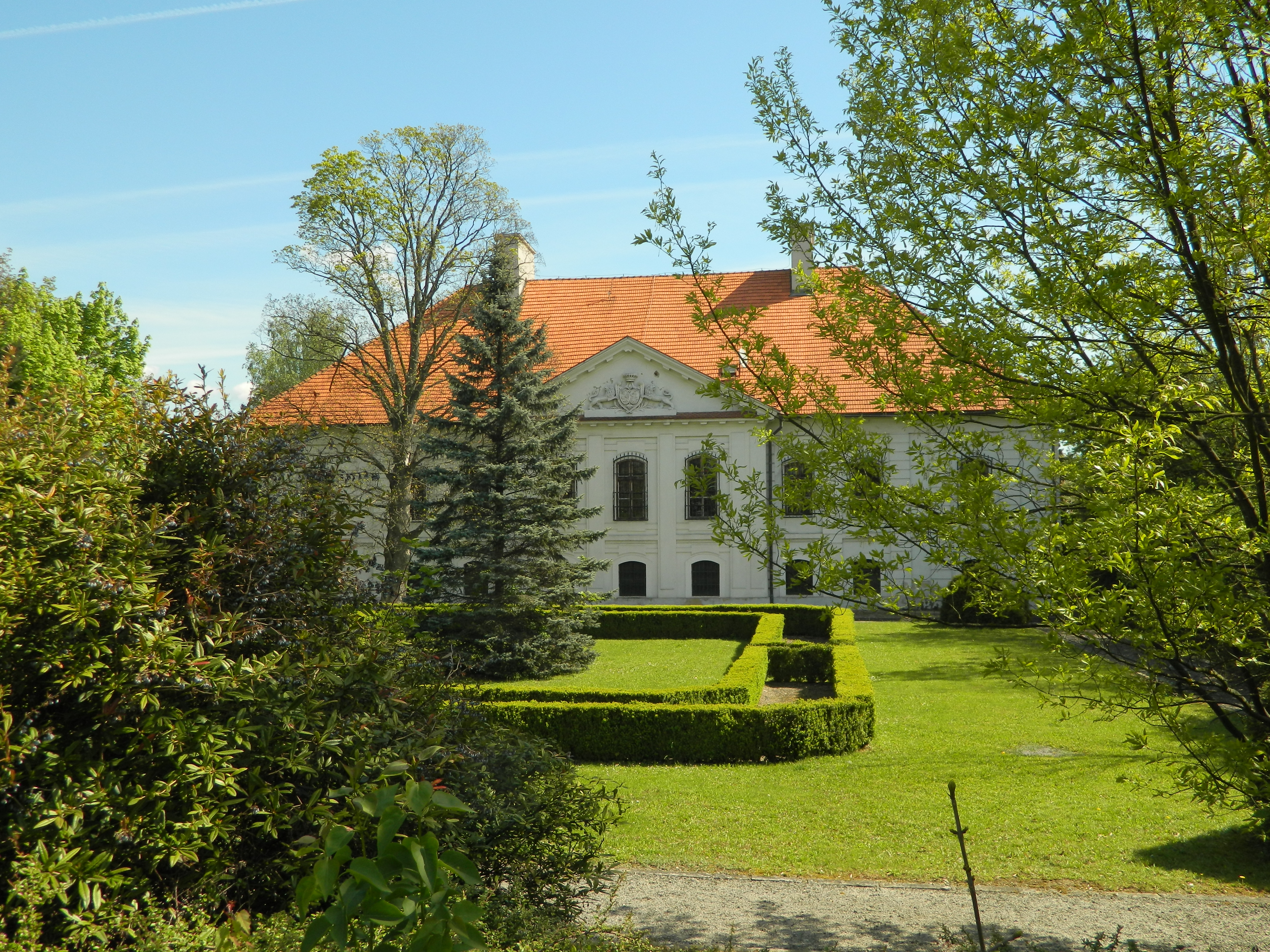
Nový zámek
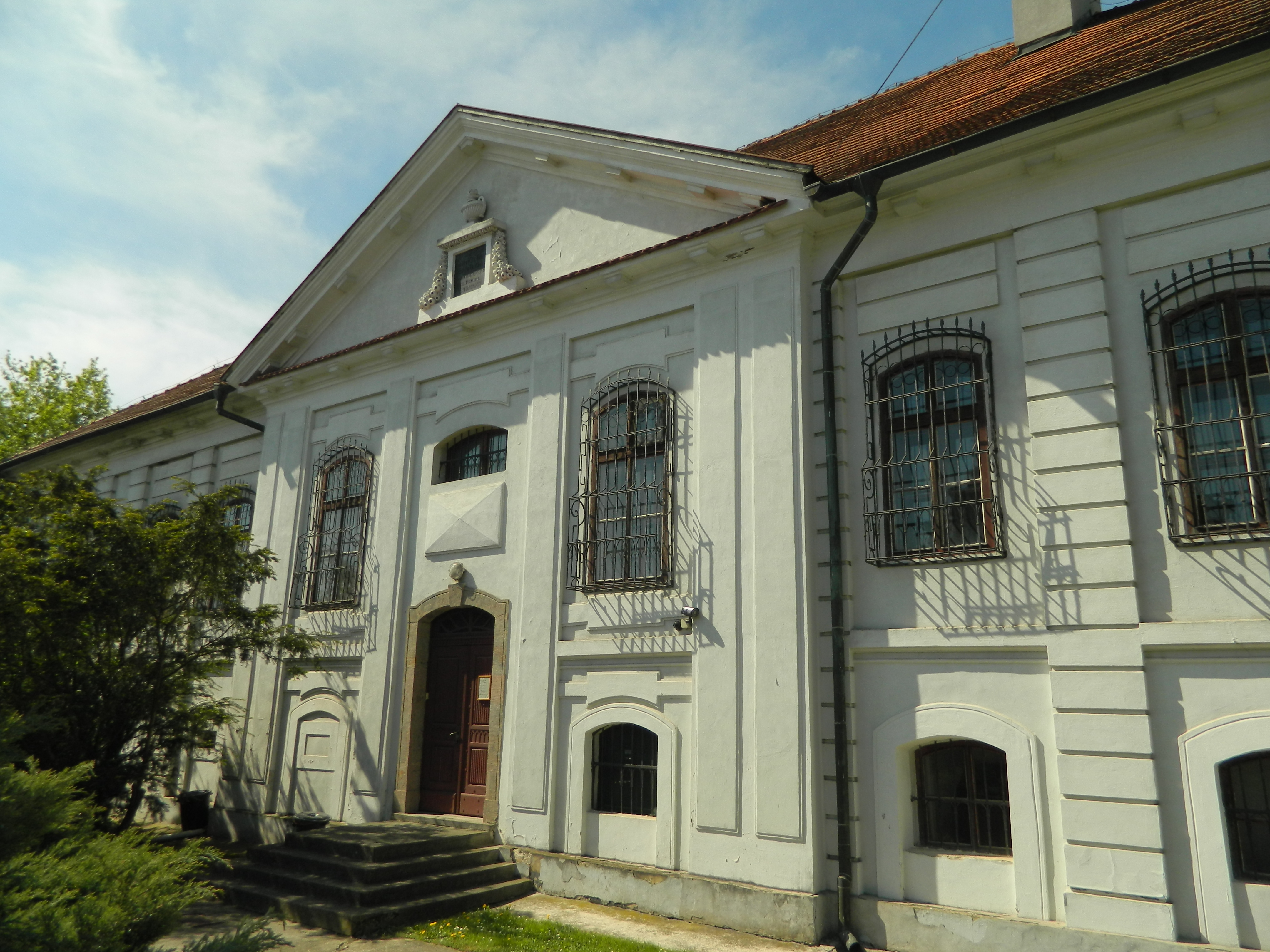
Východní pohled
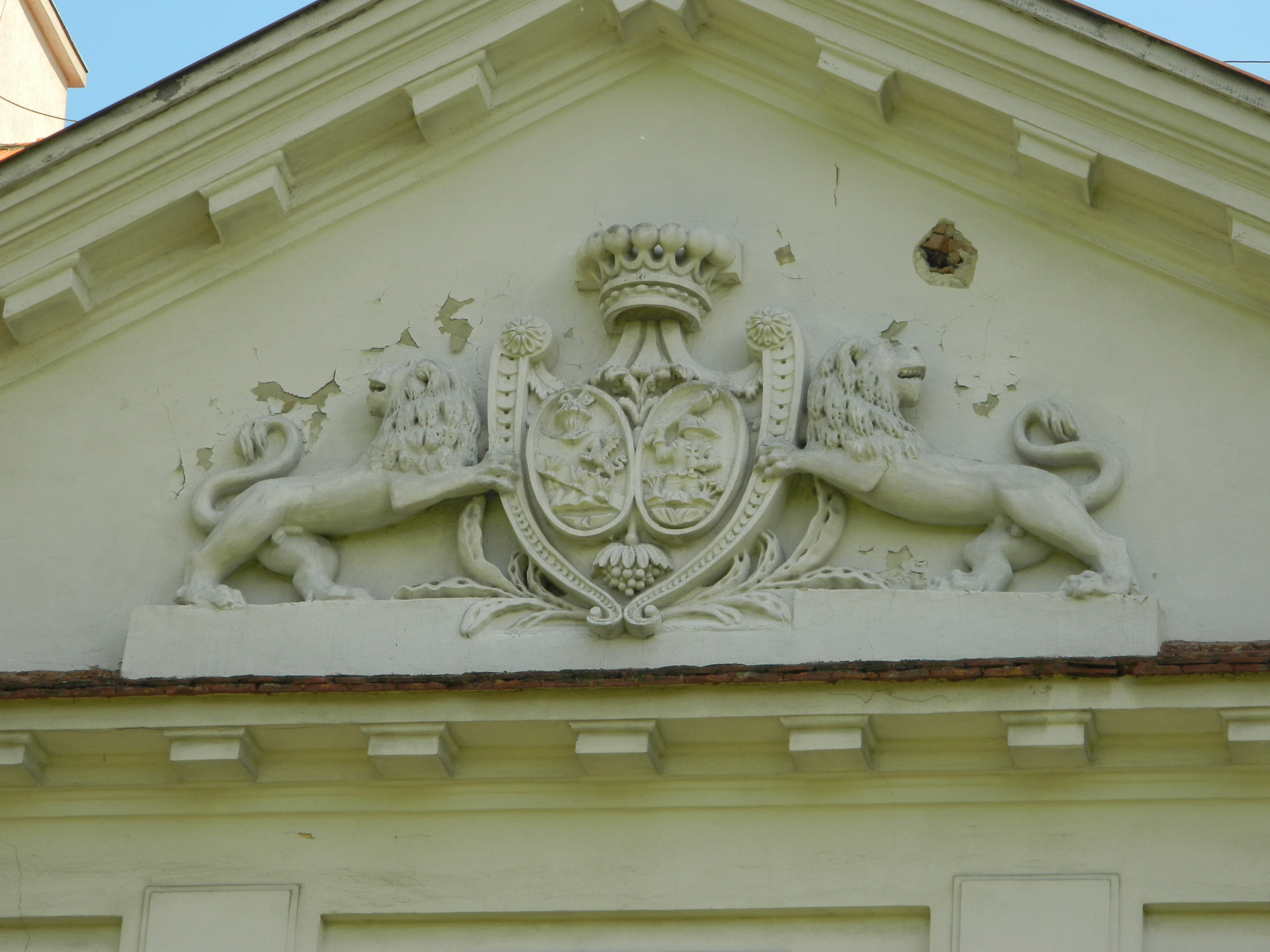
Detail tympanonu
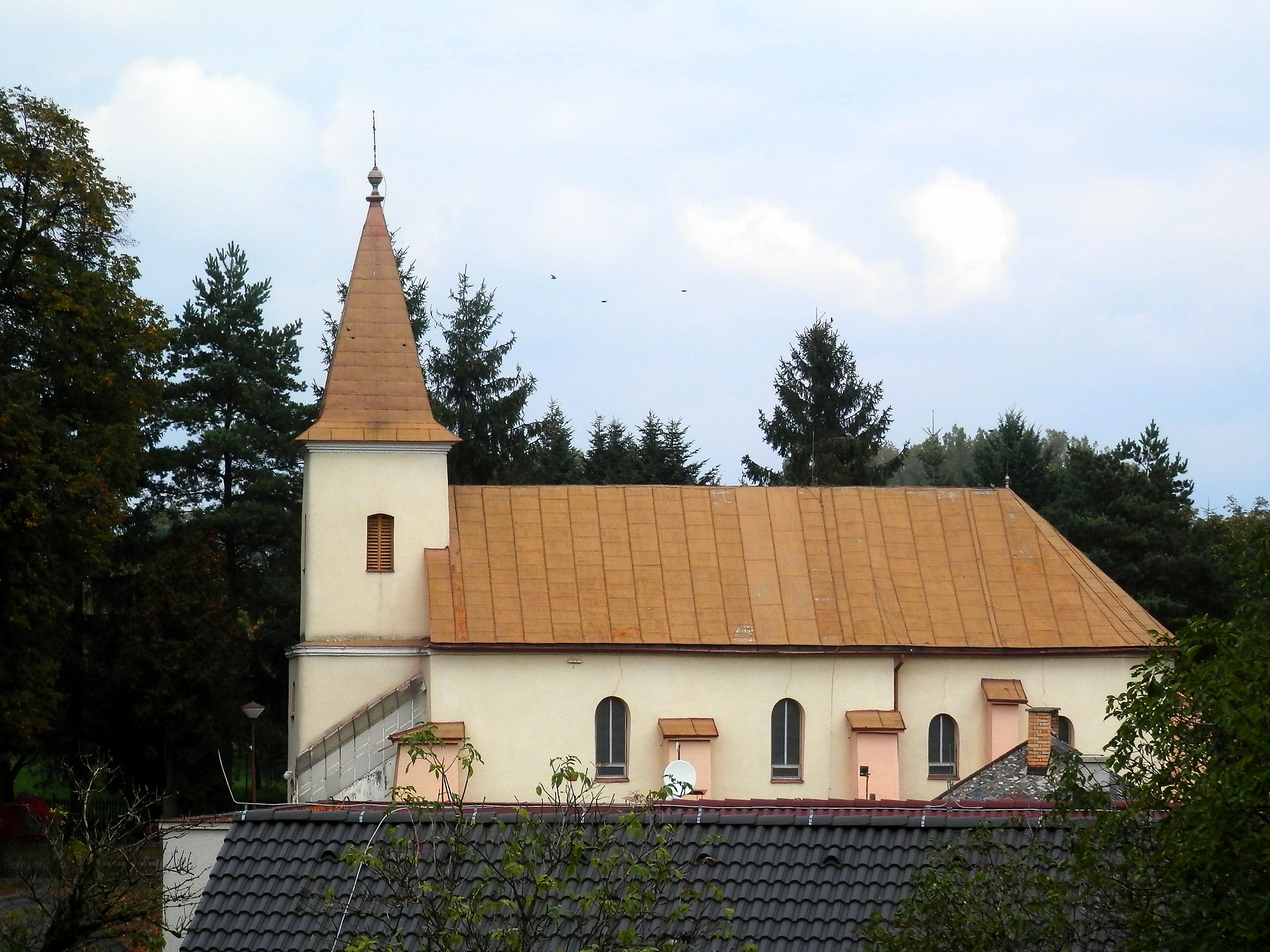
Kostel Povýšení sv. Kříže

- Evangelický kostel, dnes využíván jako řeckokatolický, jednolodní neorenesanční upravená stavba s půlkruhovým ukončením presbytáře a predstavěnou věží z druhé poloviny 18. století. Původně byl postaven jako krypta evangelické větve rodu Ujházyů, v roce 1879 upraven na kostel.[8] Fasáda je členěna pilastry a kordonová římsa se segmentovým štítem. Věž je ukončena trojúhelníkovým štítem s tympanonem a jehlanovitou helmicí. Evangeličtí věřící mají v současnosti v obci kostel moderní.

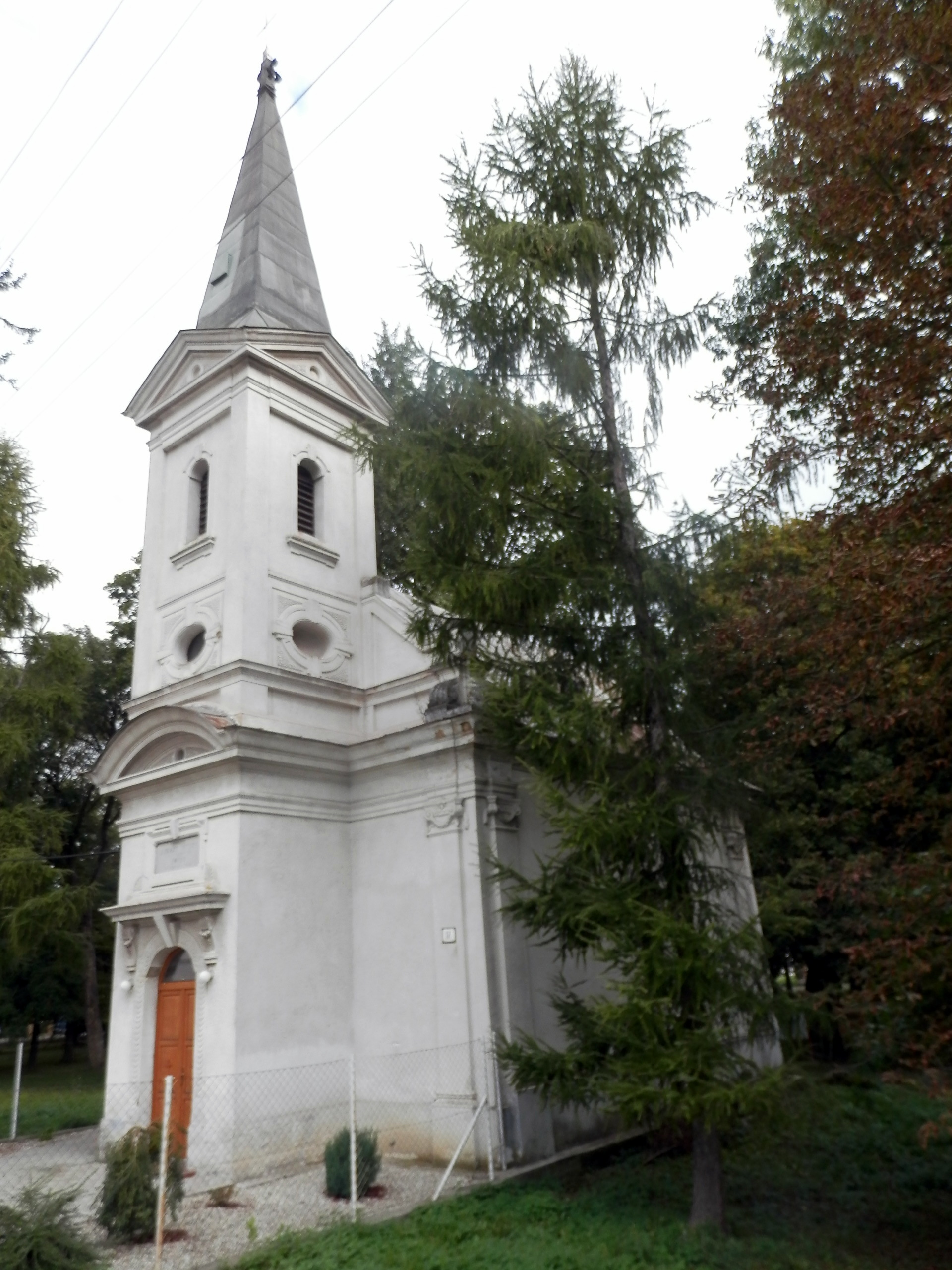
Původně evangelický, dnes řeckokatolický kostel
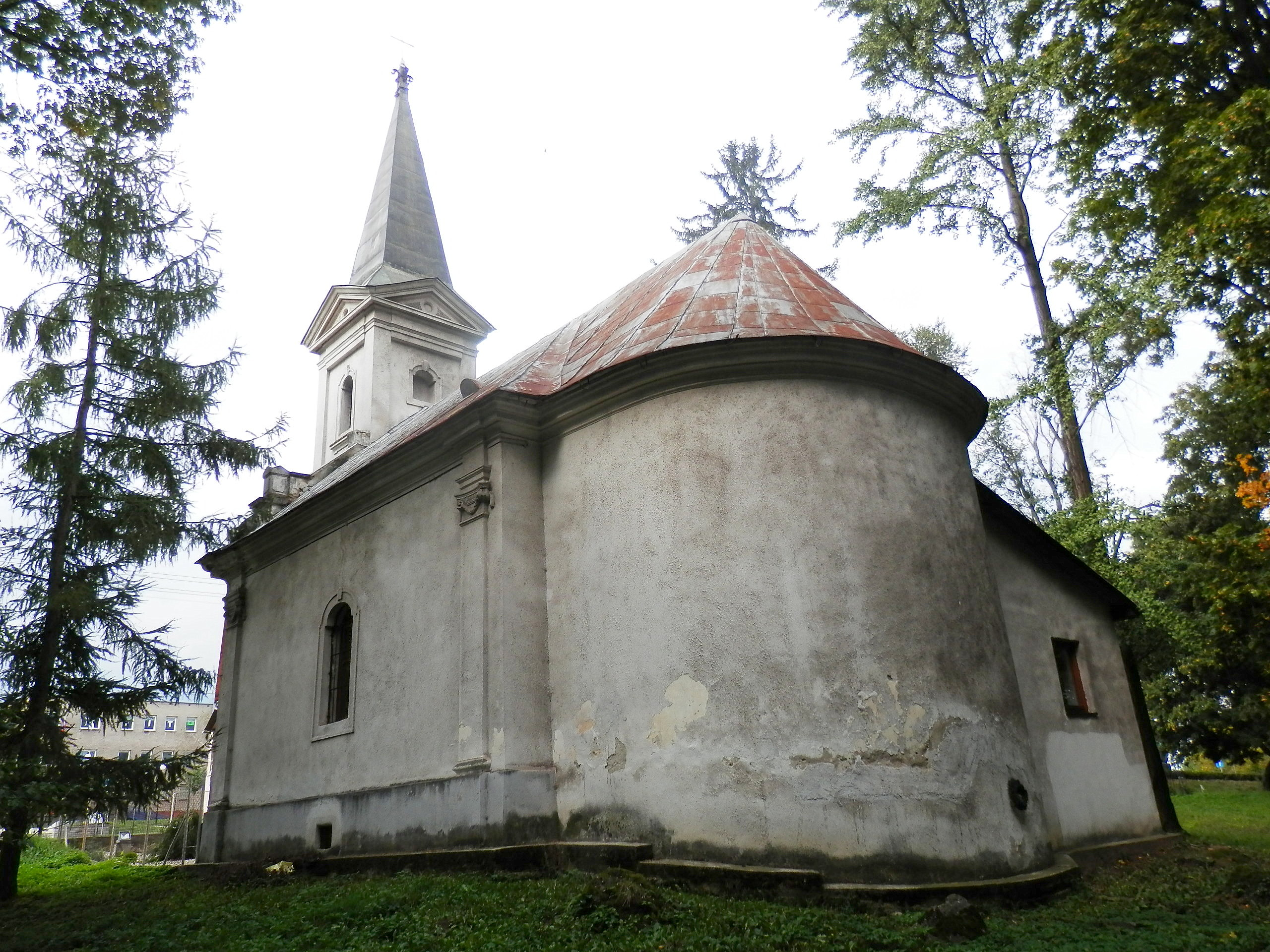
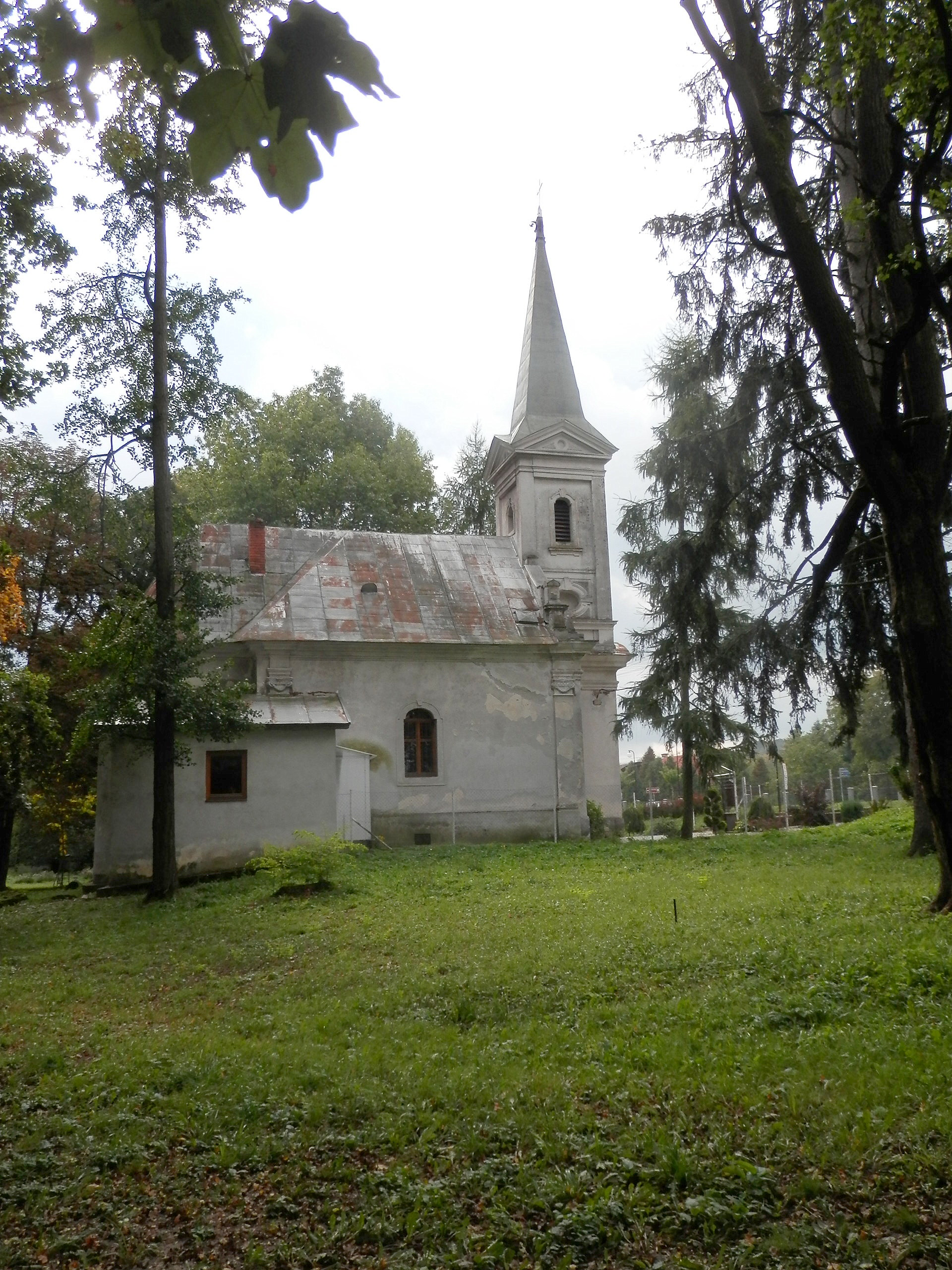
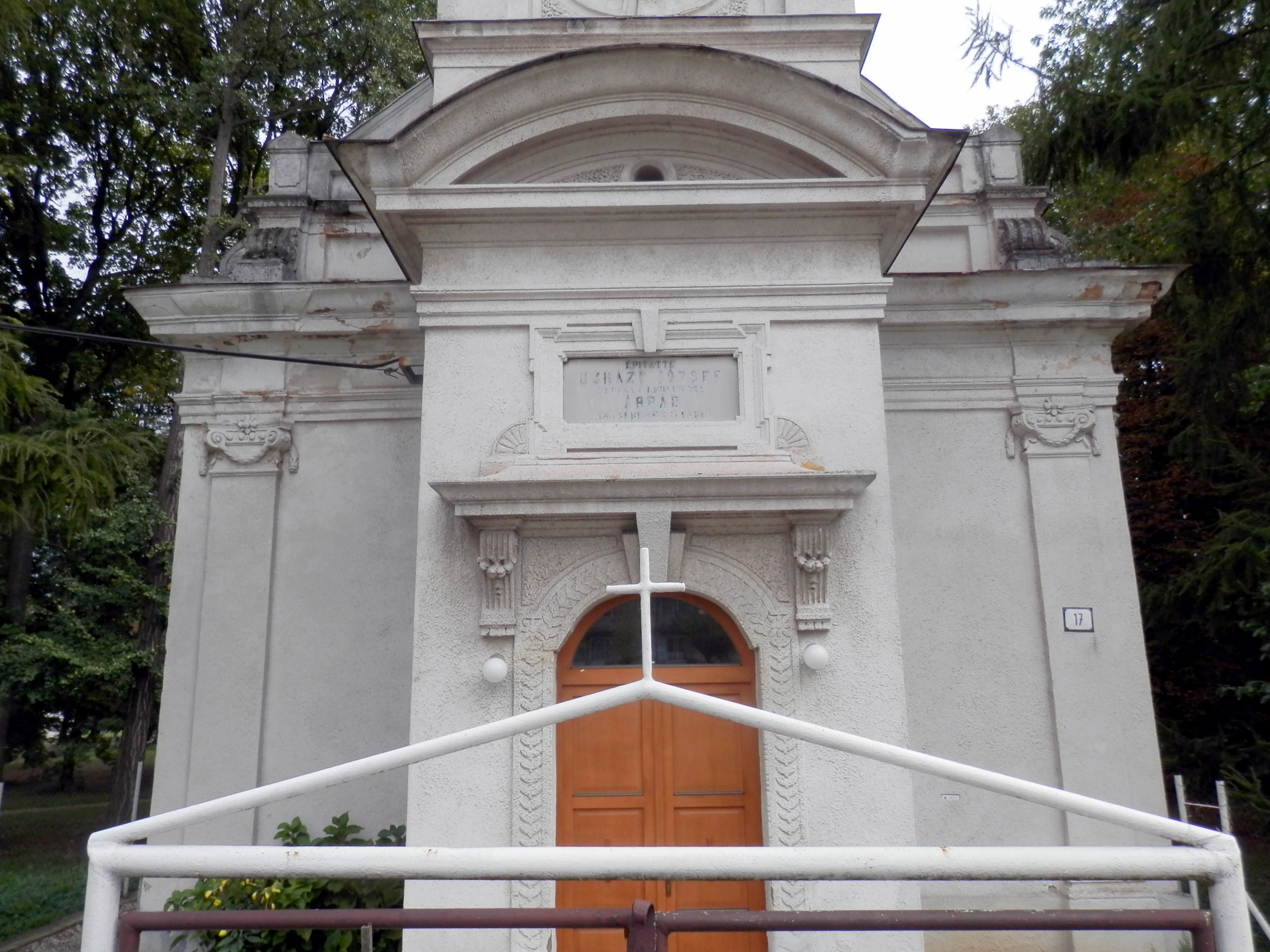
Detail portálu

## Školy
Před rokem 1931 existovaly v Budimir dvě církevní školy, římskokatolická a evangelická. Dne 1. listopadu 1931 na základě rozhodnutí Ministerstva školství byly obě školy sloučeny a vznikla Obecná lidová škola v Budimíru. Jejím vedením byl pověřen tehdejší učitel František Dula. Po osvobození v roce 1945 byla škola přejmenována na národní. Dne 1. září 1957 se ředitelem školy stal Jozef Bavoľár. Pro účely školy byl zrekonstruován místní zámeček, který je dnes součástí Technického muzea v Košicích. Jelikož do školy docházeli i žáci z okolních obcí, kapacitně nestačila. Začalo se s výstavbou nové budovy školy. Dne 1. září 1960 byla škola přejmenována na Základní devítiletou školu. Ve školním roce 1962/63 se začalo vyučovat v nově postavené školní budově s 13 učebnami. Žáků neustále přibývalo, proto byla postavena další školní budova, kterou předali do užívání 1. ledna 1987. Ředitelem školy byl v té době Štefan Galeštok.
Podle školního vzdělávacího programu je ZŠ Budimír zaměřena na rozšířené vyučování jazyků od 1. ročníku a informatiky od 2. ročníku. Ve školním roce 2009/10 byl v rámci ISCED1 zaveden nový předmět – Komunikační výchova.